# Śląski Ogród Botaniczny – Związek Stowarzyszeń

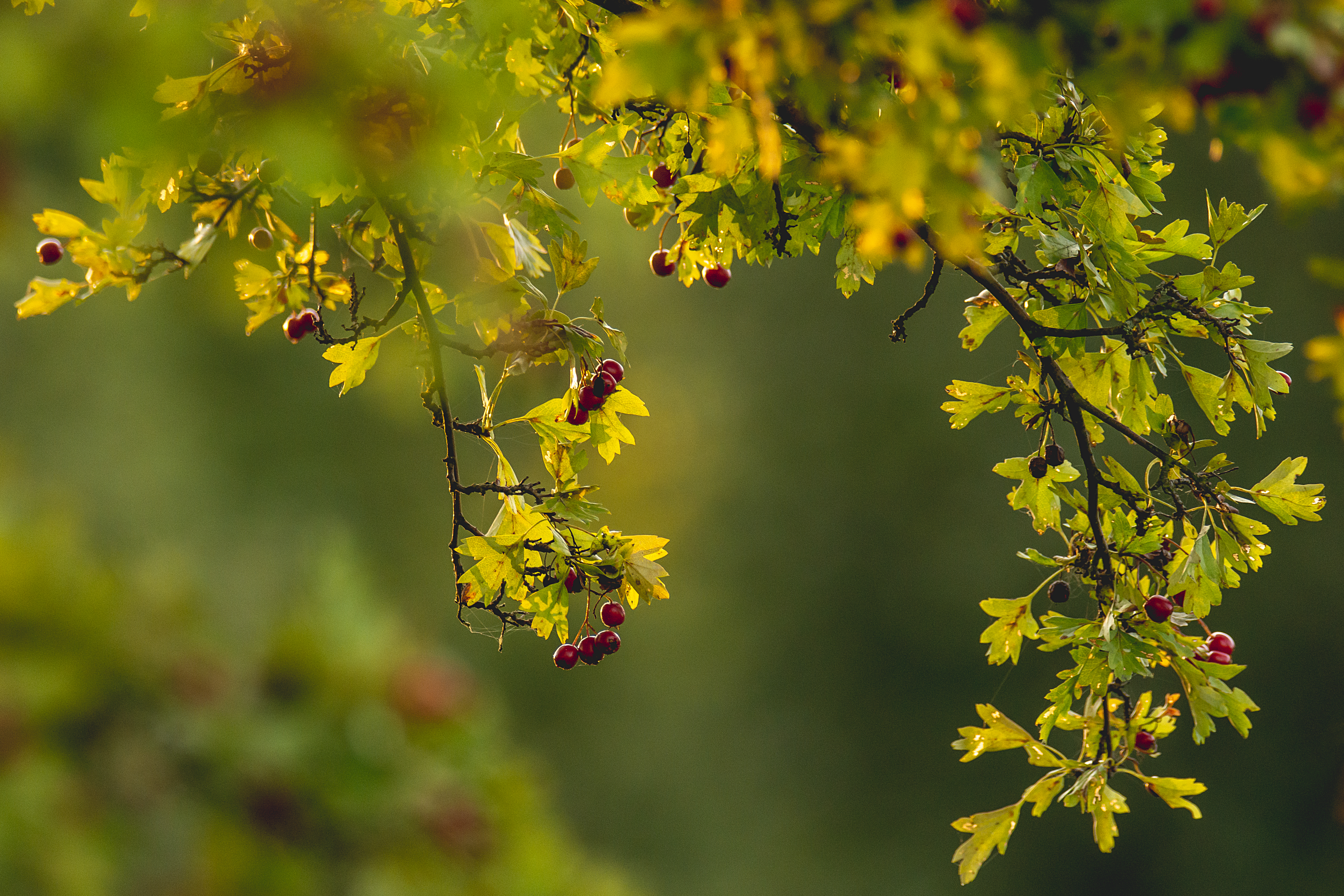
Głóg - jeden z gatunków roślin licznie występujących na terenie Śląskiego Ogrodu Botanicznego, który wraz z pozostałymi gatunkami takimi jak śliwa tarnina, dzikie róże, jeżyny i in. tworzy na tym obszarze cenne i wielogatunkowe zarośla zwane czyżniami.

Śląski Ogród Botaniczny – Związek Stowarzyszeń prowadzący ogrody botaniczne w Mikołowie i Radzionkowie. 
Misją Śląskiego Ogrodu Botanicznego – Związku Stowarzyszeń jest ochrona różnorodności biologicznej poprzez uprawę rzadkich, zagrożonych i chronionych gatunków roślin oraz ich przenoszenie z warunków uprawy do właściwych im siedlisk, zachowanie cennych a zanikających upraw polnych i łąkowych, a także starych odmian drzew owocowych. Związek prowadzi edukację przyrodniczą i ekologiczną wśród dzieci, młodzieży i dorosłych, propaguje informacje na temat sposobów zachowania bioróżnorodności oraz prowadzi badania naukowe.

## Członkowie zwyczajni Śląskiego Ogrodu Botanicznego – Związku Stowarzyszeń
- Województwo Śląskie,
- Polska Akademia Nauk,
- Uniwersytet Śląski w Katowicach,
- powiat mikołowski,
- gmina Mikołów,
- gmina Radzionków,
- gmina Racibórz,
- gmina Jaworzno,
- gmina Lyski,
- Towarzystwo Przyjaciół Śląskiego Ogrodu Botanicznego,
- Towarzystwo Miłośników Ziemi Raciborskiej,
- Stowarzyszenie Wspólnota,
- Stowarzyszenie Golf Park Mikołów.[3]

## Władze Śląskiego Ogrodu Botanicznego – Związku Stowarzyszeń

### Zarząd
[kadencja 2023-2026]
- Prezes – dr Gabriel Tobor
- I Wiceprezes – dr Stanisław Piechula
- II Wiceprezes – dr hab. Damian Absalon, prof. UŚ

- Członek Zarządu – mgr inż. Eugeniusz Wycisło
- Członek Zarządu – mgr Remigiusz Kuś[3]

[kadencja 2019-2022]
- Prezes – dr Stanisław Piechula
- I Wiceprezes – dr Gabriel Tobor
- II Wiceprezes – prof. Wiesław Włoch

- Członek Zarządu – mgr inż. Eugeniusz Wycisło
- Członek Zarządu – mgr Remigiusz Kuś[3]

### Komisja Rewizyjna
[kadencja 2023-2026]
- Przewodniczący – Grażyna Nazar
- Sekretarz – Karina Tytko
- Członek Komisji – Grzegorz Gryt[3]

[kadencja 2019-2022]
- Przewodniczący – Grażyna Nazar
- Sekretarz – Karina Tytko
- Członek Komisji – dr Jan Duda[3]

## Jednostki organizacyjne Śląskiego Ogrodu Botanicznego – Związku Stowarzyszeń

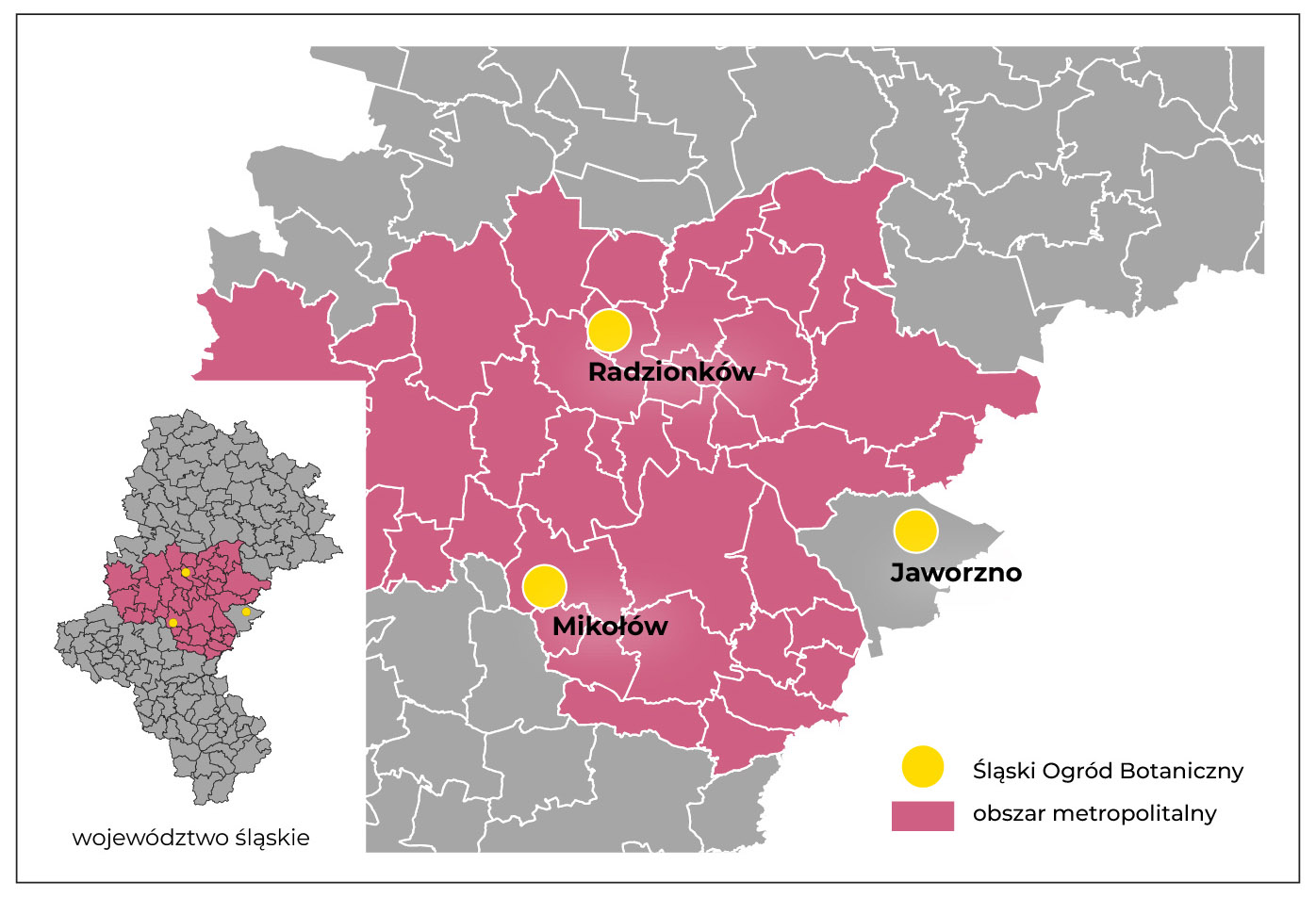
Usytuowanie jednostek Śląskiego Ogrodu Botanicznego w województwie śląskim.

Śląski Ogród Botaniczny – Związek Stowarzyszeń tworzy dwie jednostki organizacyjne:
- Śląski Ogród Botaniczny w Mikołowie (utworzony na mocy Statutu ZS-ŚOB oraz funkcjonujący od 2006 r. na podstawie zezwolenia Ministra Środowiska na utworzenie i prowadzenie ogrodu botanicznego w Mikołowie).
- Śląski Ogród Botaniczny w Radzionkowie (utworzony na mocy uchwały Walnego Zgromadzenia Członków ZS-ŚOB oraz funkcjonujący od 2010 r. na podstawie zezwolenia Generalnego Dyrektora Ochrony Środowiska na utworzenie i prowadzenie ogrodu botanicznego w Radzionkowie)[1][3].

### Lokalizacje
Śląski Ogród Botaniczny znajduje się aktualnie w dwóch lokalizacjach województwa śląskiego: w Mikołowie oraz w Radzionkowie. Usytuowanie poszczególnych jednostek Śląskiego Ogrodu Botanicznego oraz rozwinięta sieć drogowa zapewniają dostępność do poszczególnych jego ośrodków z najdalej oddalonych obszarów Górnośląsko-Zagłębiowskiej Metropolii.

### Śląski Ogród Botaniczny w Mikołowie
Śląski Ogród Botaniczny w Mikołowie rozpościera się na terenie o łącznej powierzchni 120 ha,  należącym dawniej do jednostki wojskowej wojsk rakietowych,  Na terenie zachowano część dawnych budowli wojskowych (bunkier – magazyn rakiet, centrum dowodzenia) i zaadaptowano do nowych celów; wybudowano także punkt widokowy. Śląski Ogród Botaniczny w Mikołowie prowadzi cykl   plenerowych imprez przyrodniczo-ekologicznych o nazwie „Śląski Kalendarz Ekologiczny,  nawiązujących do międzynarodowych świąt, takich jak np. Dzień Drzewa, Dzień Ziemi czy Dzień Ptaków, podczas których całe rodziny i grupy osób biorą udział w tematycznych warsztatach, wystawach, koncertach i wykładach.

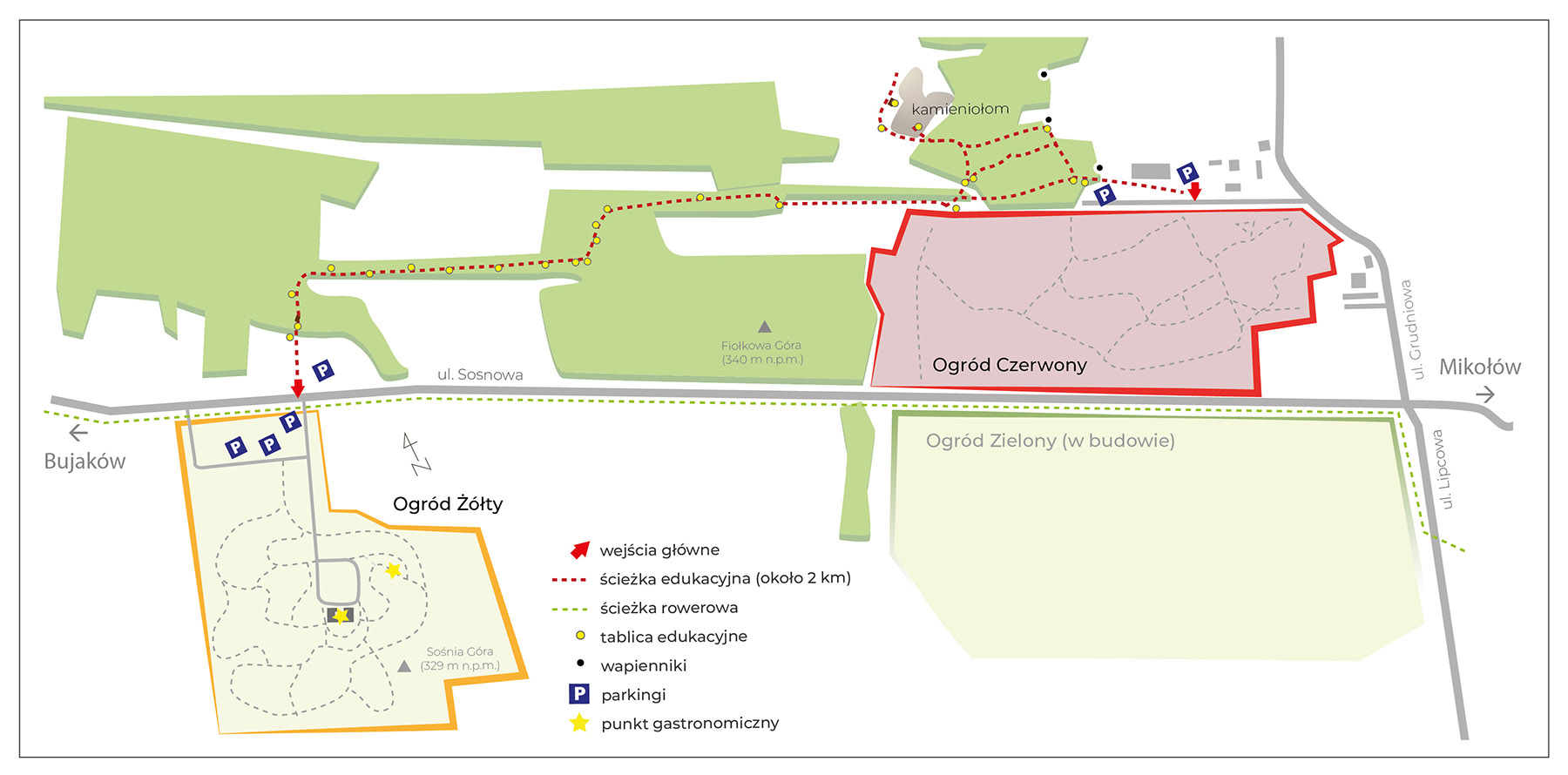
Śląski Ogród Botaniczny w Mikołowie podzielony został na trzy części: Ogród Czerwony i Ogród Żółty (połączone ścieżką edukacyjną) oraz Ogród Zielony.

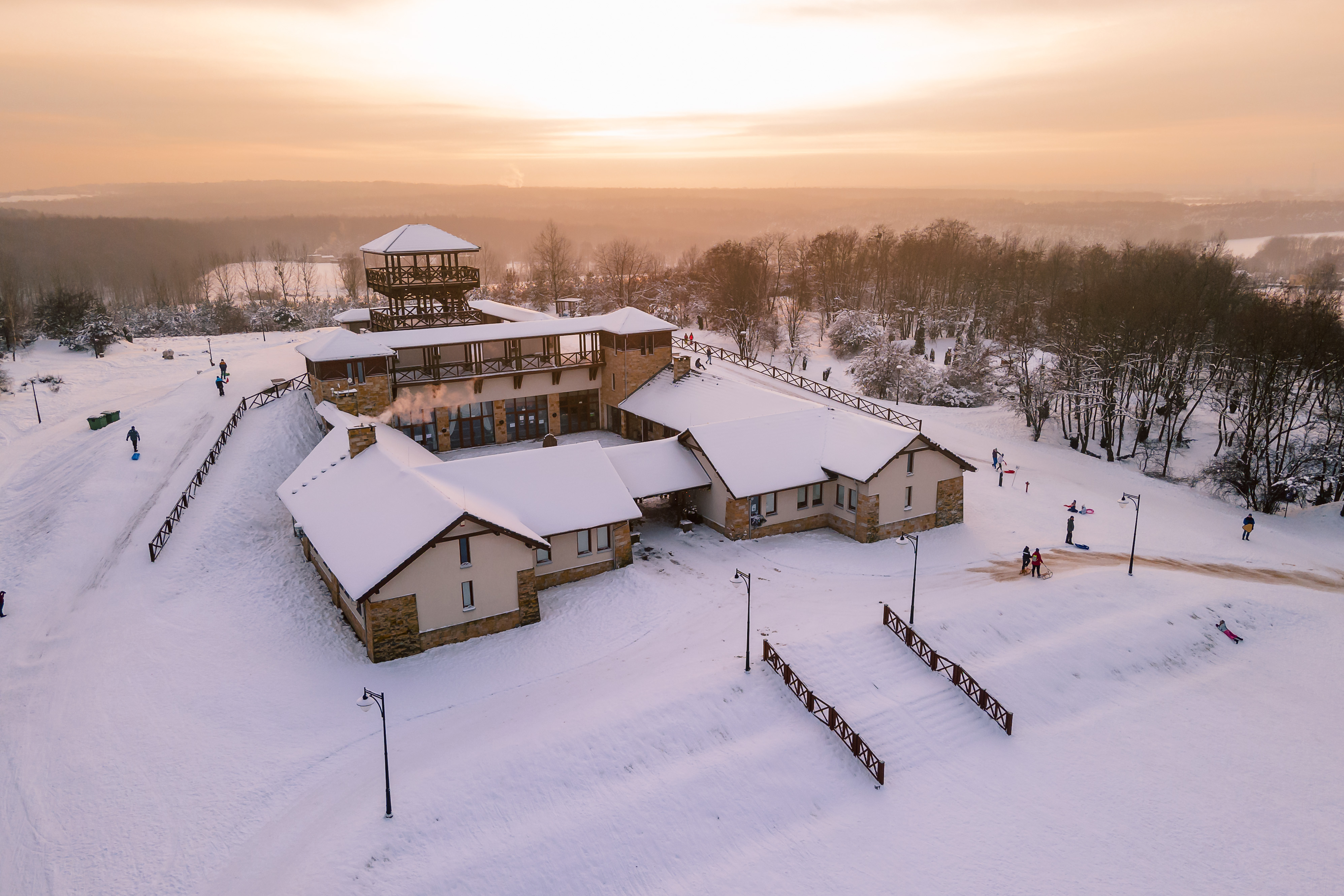
Siedziba Śląskiego Ogrodu Botanicznego.
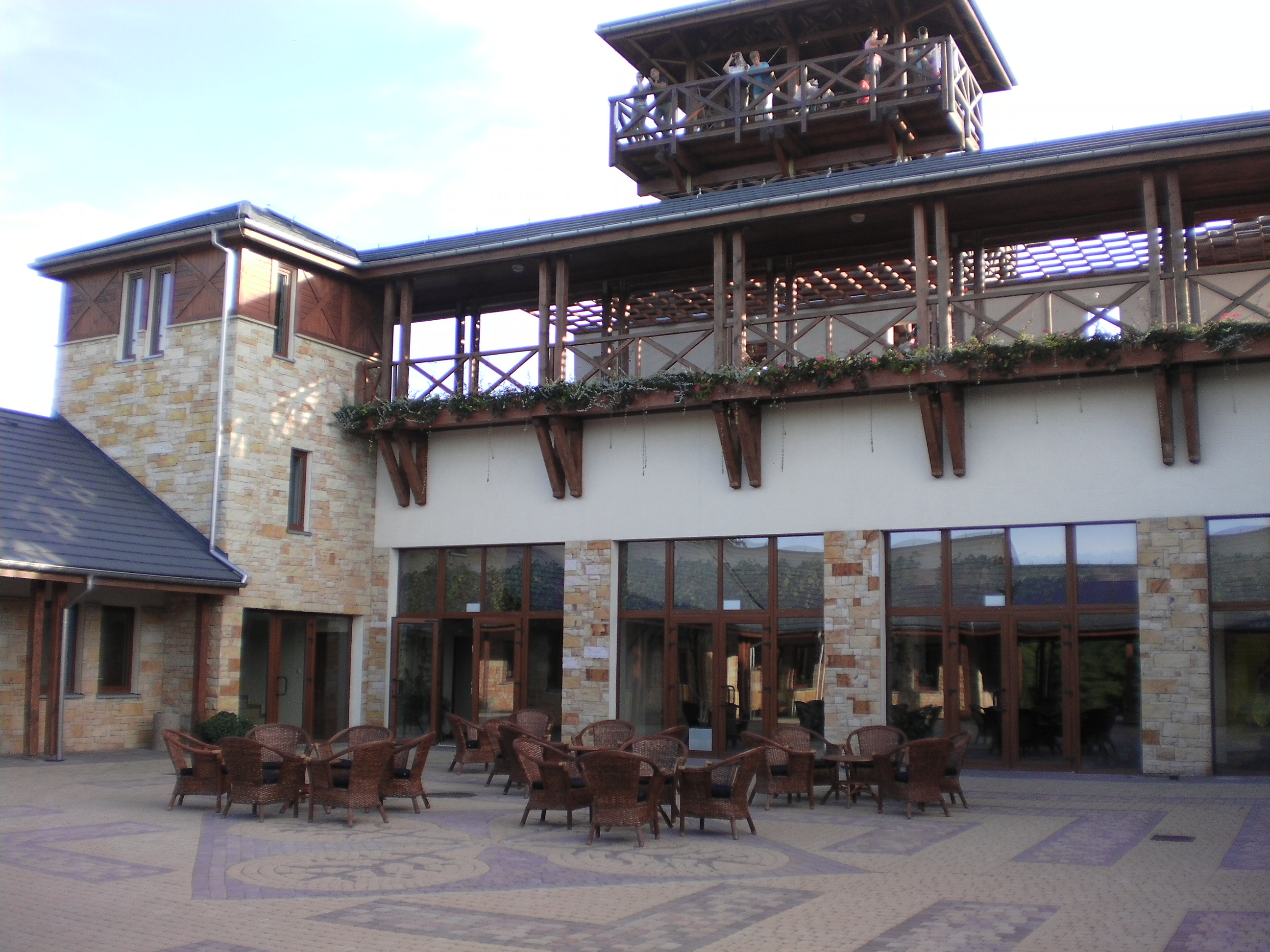
Punkt widokowy nad dawnym centrum dowodzenia w Mikołowie-Mokrym.
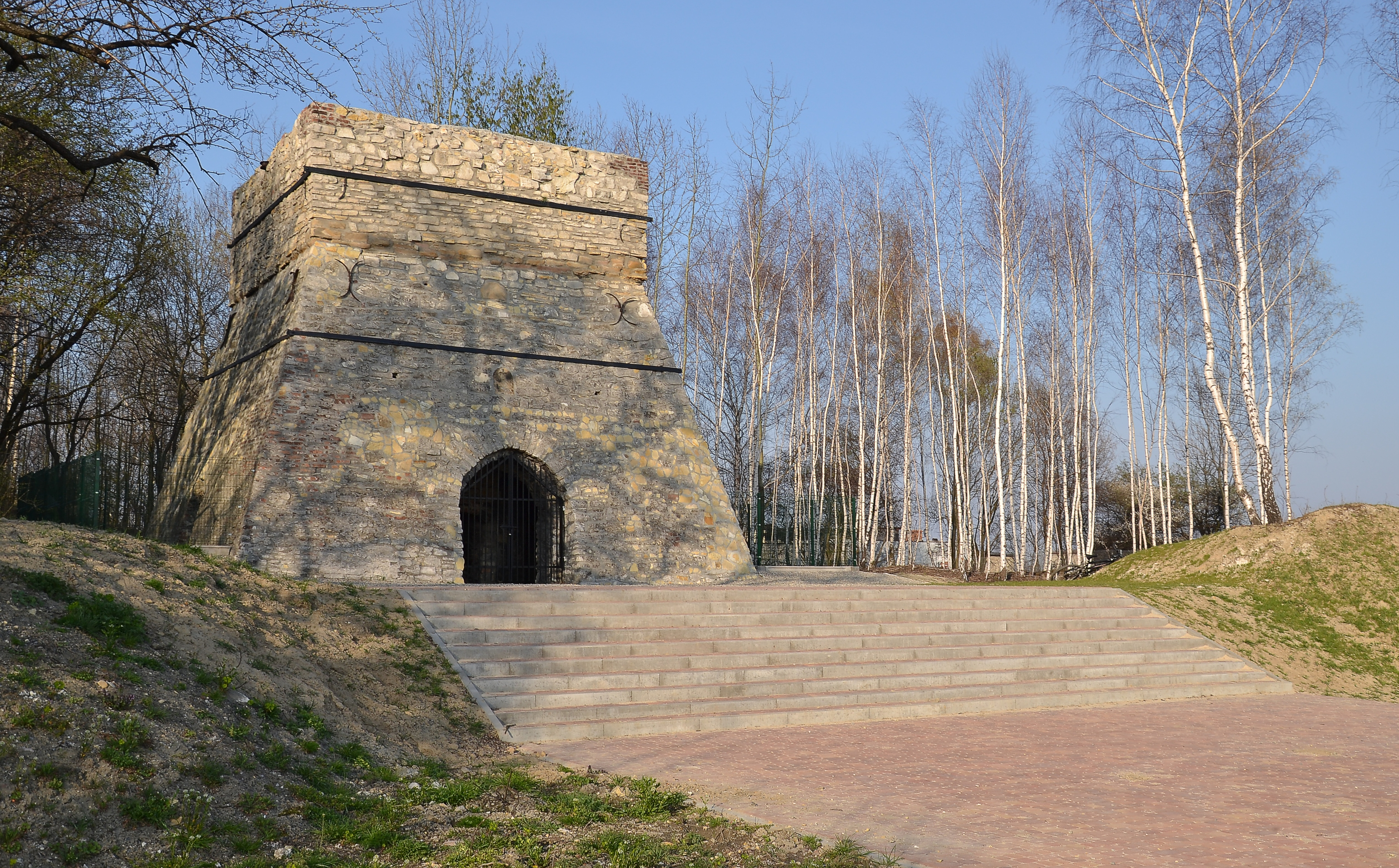
Wyremontowany wapiennik, znajdujący się w części ŚOB w Mikołowie przy ulicy Grudniowej (dawniej 15 grudnia).
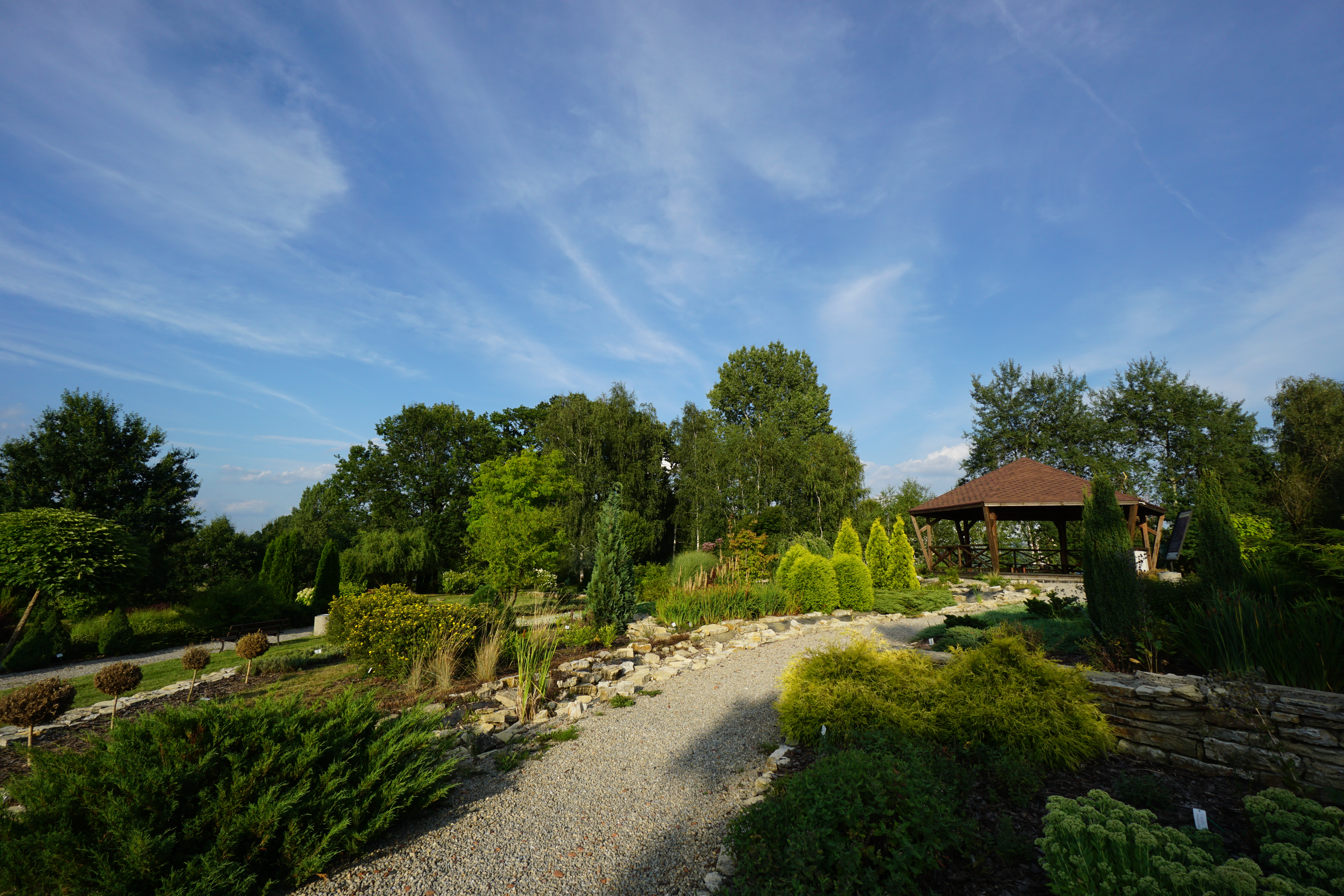
Widok na kolekcję ogrodów tarasowych.

Śląski Ogród Botaniczny w Mikołowie składa się z trzech części, których kolorystyka nawiązuje do  kolorów logotypu Ogrodu, w którym znajdują się liście w kolorze żółtym, czerwonym oraz zielonym i są to odpowiednio: Ogród Czerwony, Ogród Żółty (połączone ścieżką edukacyjną) i Ogród Zielony.

#### Ogród Żółty

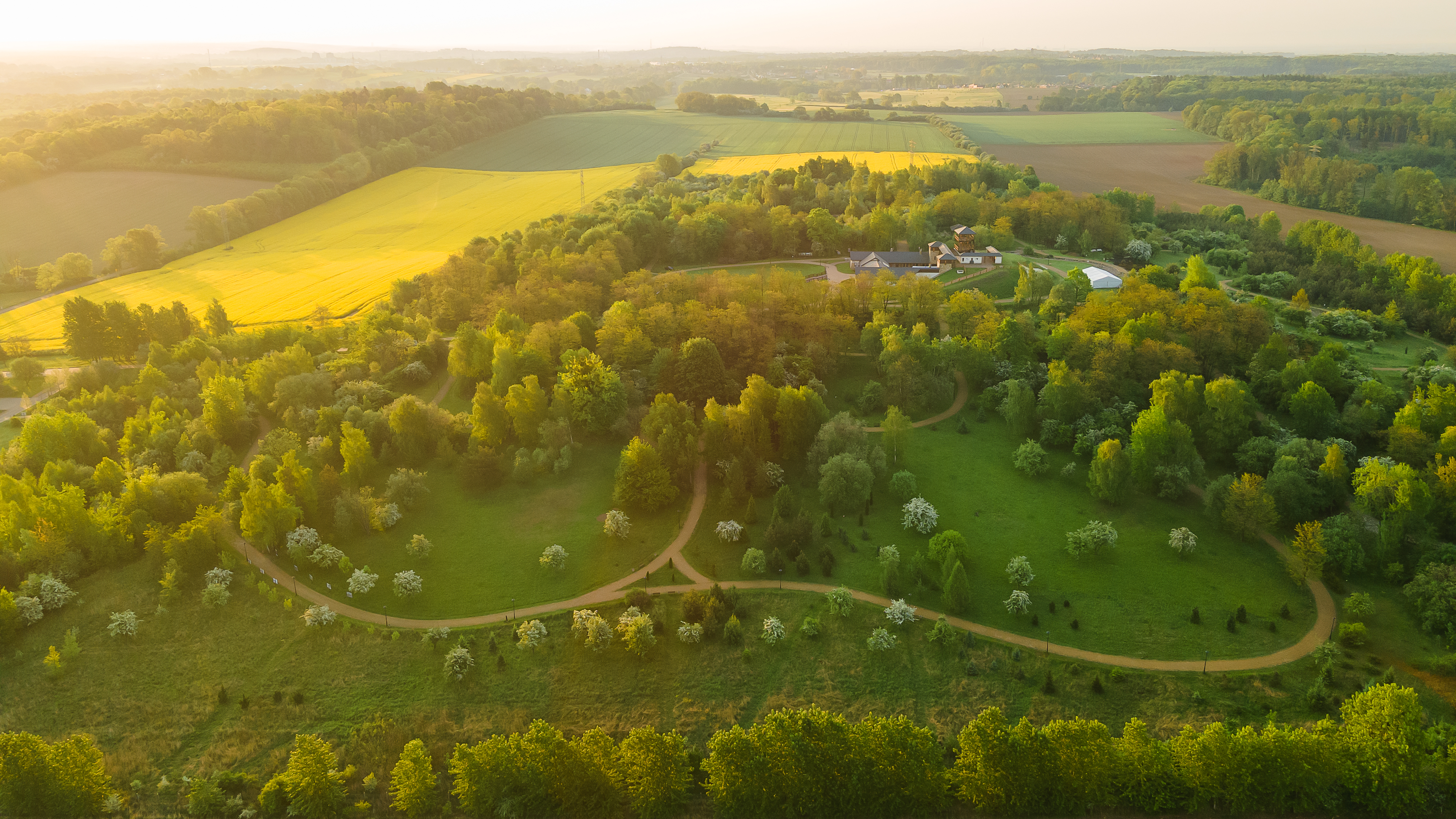
Ogród Żółty - widok na ścieżki spacerowe, wystawę plenerową oraz zaplecze administracyjne.

Zajmuje powierzchnię 21 ha i rozpościera się na wzniesieniu o wys. 329 m n.p.m. – Sośniej Górze. Do końca lat 90. XX wieku stacjonował tu 73. dywizjon rakietowy Wojska Polskiego. Od 2012 roku znajduje się tu zaplecze administracyjne (siedziba) ŚOB wraz z salą konferencyjną, laboratorium badawczym, bankiem nasion i restauracją. Na terenie tym odbywają się główne wydarzenia naukowe, edukacyjne i kulturalne. Nad budynkiem wznosi się 14-metrowa wieża widokowa, z której rozciąga się widok na Górny Śląsk i Beskidy. W tej części Ogrodu znajdują się również: plac zabaw, ścieżki spacerowe, wystawa plenerowa oraz punkty gastronomiczne.
Ścieżka edukacyjna
Trasa dydaktyczno-przyrodnicza pośród lasów, zakrzewień, łąk i pól znajdujących się na obrzeżach Śląskiego Ogrodu Botanicznego w Mikołowie. Prowadzi przez teren cenny pod względem przyrodniczym i charakteryzujący się bogatą bioróżnorodnością, łącząc tym samym dwie zagospodarowane enklawy – Ogród Żółty i Czerwony. Na trasie znajdują się 22 tablice edukacyjne i 5 gier terenowych.

#### Ogród Czerwony

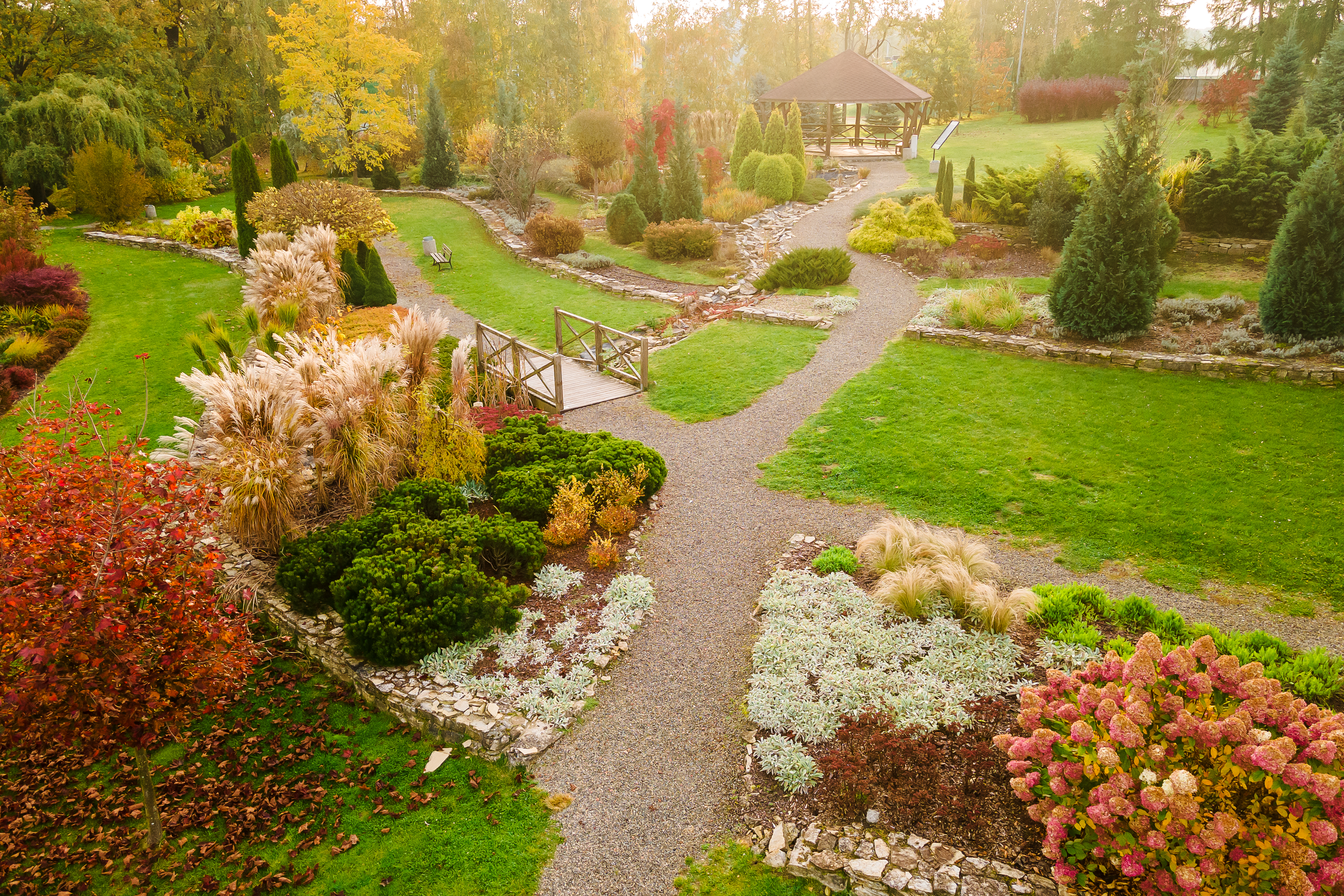
Ogród Czerwony – widok na kolekcję ogrodów tarasowych.

To tradycyjny ogród botaniczny będący miejscem ochrony roślin ex situ. Na powierzchni zajmującej 20 ha znajdują się kolekcje roślin ozdobnych (ogród tarasowy, kolekcja traw ozdobnych, ogród kwietny, ogród roślin wodnych, kolekcja dendrologiczna i ericarium), kolekcja roślin energetycznych, uprawnych, warzywnych i zielarskich oraz zachowawcza kolekcja tradycyjnych odmian drzew owocowych (jabłoni, wiśni, czereśni, gruszy i śliwy).

#### Ogród Zielony

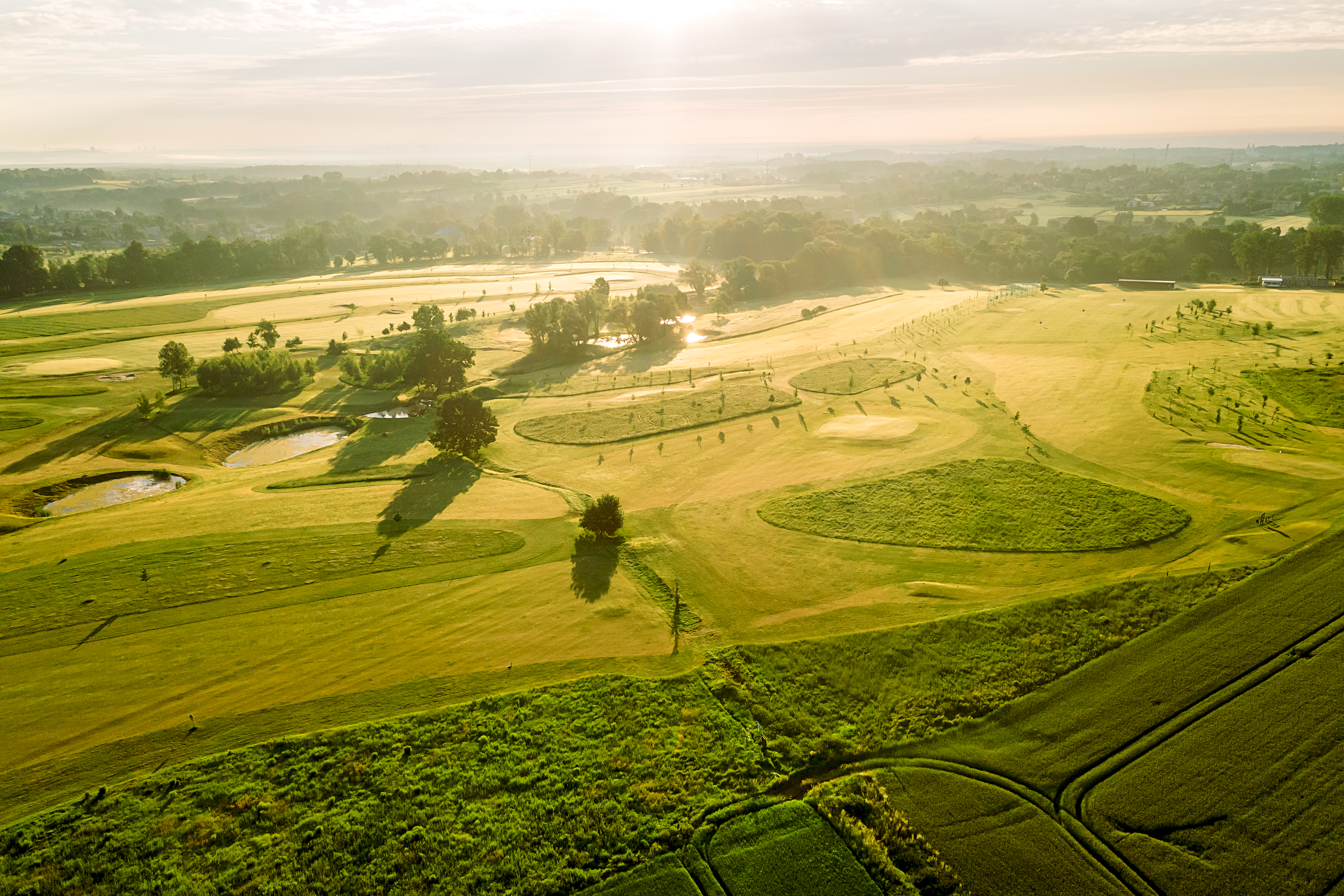
Ogród Zielony - widok na kolekcje siedliskowe z funkcją pola golfowego.

Zakładane są tu zbiorowiska roślinne charakterystyczne dla Wyżyny Śląskiej. Znaleźć tu można sieć ścieżek pieszych, kolekcje siedliskowe przenikające się z rozległym polem golfowym, paciorkowy system oczek wodnych i in. Pole golfowe, otwarte w czerwcu 2021, stworzone zostało w czynie społecznym przez członków klubu golfowego Golf Park Mikołów. Decyzja o budowie pola golfowego na terenie Ogrodu zapadła w listopadzie 2015. W 2016 powstał driving range, w 2018 zbudowano pierwsze dziewięć dołków, pod koniec 2020 zakończono budowę kolejnych dziewięciu, co w sumie dało pełnowymiarowe 18-dołkowe pole golfowe par 72. Pole powstało na terenie o powierzchni 56 hektarów. Kolekcje siedliskowe Ogrodu rozdzielone są trawnikami pola golfowego mającego charakter parkowy, z dużą ilością drzew i ośmioma naturalnymi stawami odtworzonymi dzięki budowie pola. Dołek 17 ma ponad 600 metrów z białych tee (kołków) i jest najdłuższym par 5 w Polsce (stan na marzec 2021). Zimą pole służy do uprawiania biegów narciarskich.

### Śląski Ogród Botaniczny w Radzionkowie

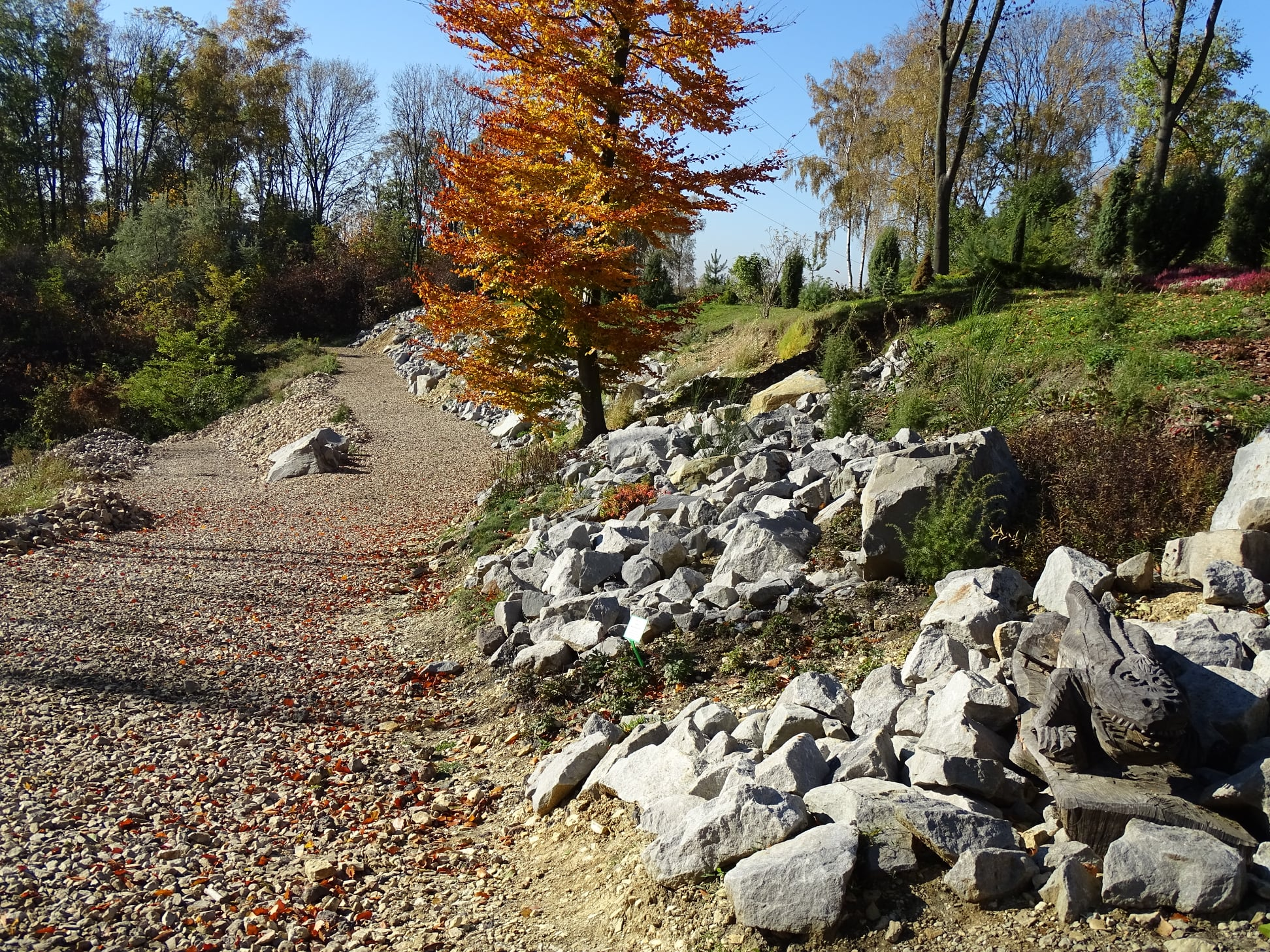
Zróżnicowane ukształtowanie terenu w Śląskim Ogrodzie Botanicznym w Radzionkowie.

Śląski Śląski Ogród Botaniczny w Radzionkowie znajduje się na terenie Księżej Góry. Z założenia jest to ogród siedliskowy, Zajmuje 16 ha powierzchni, z czego większość zajmują kolekcje tworzone na bazie roślinności występującej na tym terenie jeszcze przed powstaniem Ogrodu. Są to przede wszystkim: ekosystemy leśne, zaroślowe, łąkowe, wodno-błotne wzbogacane o gatunki typowe dla tych zbiorowisk. W Ogrodzie znajdują się także skupiska ciepłolubne: murawy napiaskowe, kserotermiczne, czyżnie.

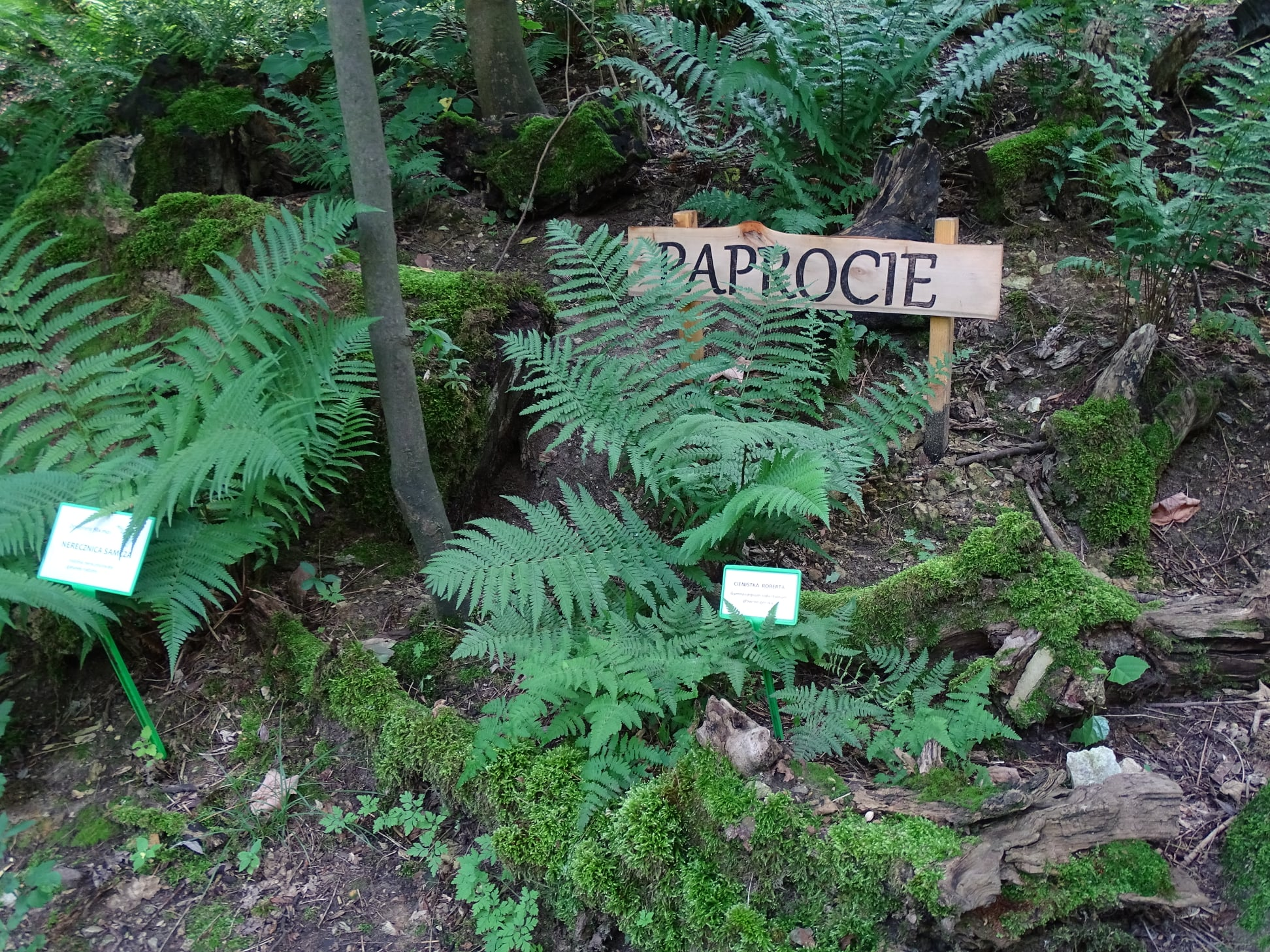
Kolekcja paproci typowych dla siedlisk leśnych w Śląskim Ogrodzie Botanicznym w Radzionkowie.

Ogród powstał na terenie dawnej działalności górniczej – dzisiaj pamiątką po kopalni galmanu są liczne warpie, niewielkie koliste hałdy oraz pingi, czyli wgłębienia często wypełnione wodą, powstałe w miejscu zasypania lub zaciśnięcia szybu. Na terenie Ogrodu eksploatowano także dolomit, czego pozostałością jest kamieniołom. Zróżnicowane ukształtowanie terenu będące wynikiem dawnej działalności górniczej jest atutem tego miejsca. Zbiory Śląskiego Ogrodu Botanicznego w Radzionkowie można podzielić na trzy grupy: zachowawcze starych odmian drzew owocowych, siedliskowe oraz ozdobne. Do pierwszej z nich należy zaliczyć tzw. grządkę chronologiczną – jest to prezentacja roślin zbożowych udomowionych przez człowieka w różnych okresach, począwszy od najstarszych odmian. Kolekcje siedliskowe obejmują natomiast zbiorowiska półnaturalne, które są rzadkie ze względu na zanik ekstensywnego użytkowania przez człowieka (łąki świeże i podmokłe, murawy napiaskowe i kserotermiczne), oraz naturalne zbiorowiska (wrzosowiska, zadrzewienia, czyżnie). Wśród zbiorów ozdobnych wyróżnić warto: kolekcję dendrologiczną, kolekcję róż, kolekcję różaneczników oraz kolekcję roślin miododajnych i ziół.

## Funkcje Śląskiego Ogrodu Botanicznego

### Ogród nauki (funkcja naukowo-badawcza)
W zakresie realizacji głównego celu, jakim jest ochrona różnorodności biologicznej, priorytetami są:
- stworzenie maksymalnie dużej różnorodności siedlisk;
- wprowadzenie maksymalnie dużej różnorodności roślin;
- zachowanie zdolności populacji roślin do rozmnażania generatywnego.

Śląski Ogród Botaniczny prowadzi działalność w zakresie badań naukowych. We wskazanym zakresie wyróżnić należy następujące działania: 
- diagnozę przyczyn zanikania różnorodności biologicznej;

- gromadzenie danych środowiskowych;
- modelowanie zmian środowiskowych;
- opracowywanie aplikacji.

Nadzór merytoryczny nad działalnością naukowo-badawczą jednostki sprawuje Rada Naukowa. Od 15 listopada 2016 roku Śląski Ogród Botaniczny znajduje się w rejestrze systemu POL-on, jako jednostka naukowa w rozumieniu zapisów art. 2 pkt 9 lit. f ustawy z dnia 30 kwietnia 2010 r. o zasadach finansowania nauki (Dz. U. 2010 nr 96 poz. 615). Przy Śląskim Ogrodzie Botanicznym usytuowane jest również Laboratorium Anatomii Roślin powołane przez Polską Akademię Nauk Ogród Botaniczny – Centrum Zachowania Różnorodności Biologicznej w Powsinie. Wiodącym tematem badawczym Laboratorium jest wzrost promieniowy, w tym aktywność i mechanizmy funkcjonowania kambium i procesy rozwojowe drzew.

### Ogród kształcenia  (funkcja edukacyjna i popularyzatorska)
Podstawowymi założeniami działalności Ogrodu są:
- praca z dziećmi, młodzieżą i innymi osobami zainteresowanymi ochroną przyrody;
- organizacja warsztatów, gier terenowych, pokazów, które prowadzone są przez najlepszych specjalistów w ramach danych dziedzin;
- proponowanie edukacji mającej charakter uzupełniający lub alternatywny w stosunku do tradycyjnych form edukacji szkolnej.

Programy edukacji ekologicznej są programami autorskimi. Z Ogrodem na stałe współpracuje kilkunastu edukatorów w różnym wieku. Są wśród nich biolodzy, geografowie, ekolodzy, leśnicy, a także studenci i doktoranci kierunków pedagogicznych – edukacji wczesnoszkolnej, przedszkolnej i socjalno-opiekuńczej. W gronie edukatorów prężnie działają również pasjonaci przyrody.

### Ogród kolekcji (funkcja konserwatorska)
Pracownie Kolekcji Roślin Ozdobnych, Kolekcji Naukowych i Zachowawczych oraz Kolekcji Siedliskowych realizują jedno z głównych statutowych zadań Śląskiego Ogrodu Botanicznego, jakim jest prowadzenie działalności zgodnie z Decyzją Ministra Środowiska z dnia 7 lutego 2006 r. oraz Generalnego Dyrektora Ochrony Środowiska z dnia 14 października 2010 r., dotyczącymi m.in. uprawy roślin wybranych gatunków i ochrony różnorodności biologicznej.

### Ogród kultury i sportu (funkcja rekreacyjna i estetyczna)
Śląski Ogród Botaniczny  udostępnia swoje tereny dla działań kulturalnych różnego typu np. plenerów artystycznych, wystaw, festynów rodzinnych i koncertów. Do współpracy są zapraszane instytucje, organizacje i osoby prowadzące działania kulturalne. Działalność Ogrodu jest skierowana na różnorodne projekty, które łączą realizację misji Śląskiego Ogrodu Botanicznego z prowadzeniem przedsięwzięć w dziedzinie szeroko pojętych działań kulturalnych.

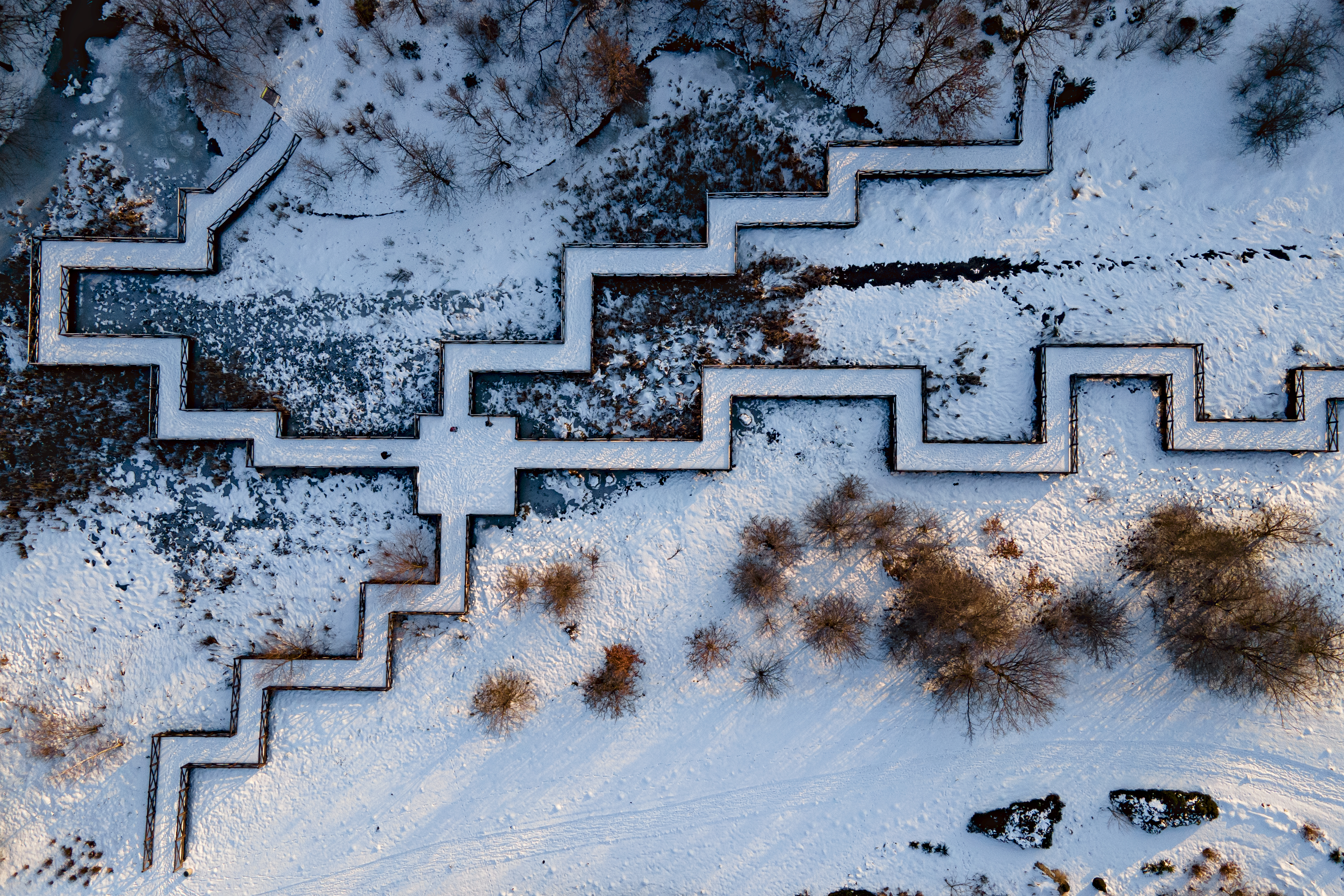
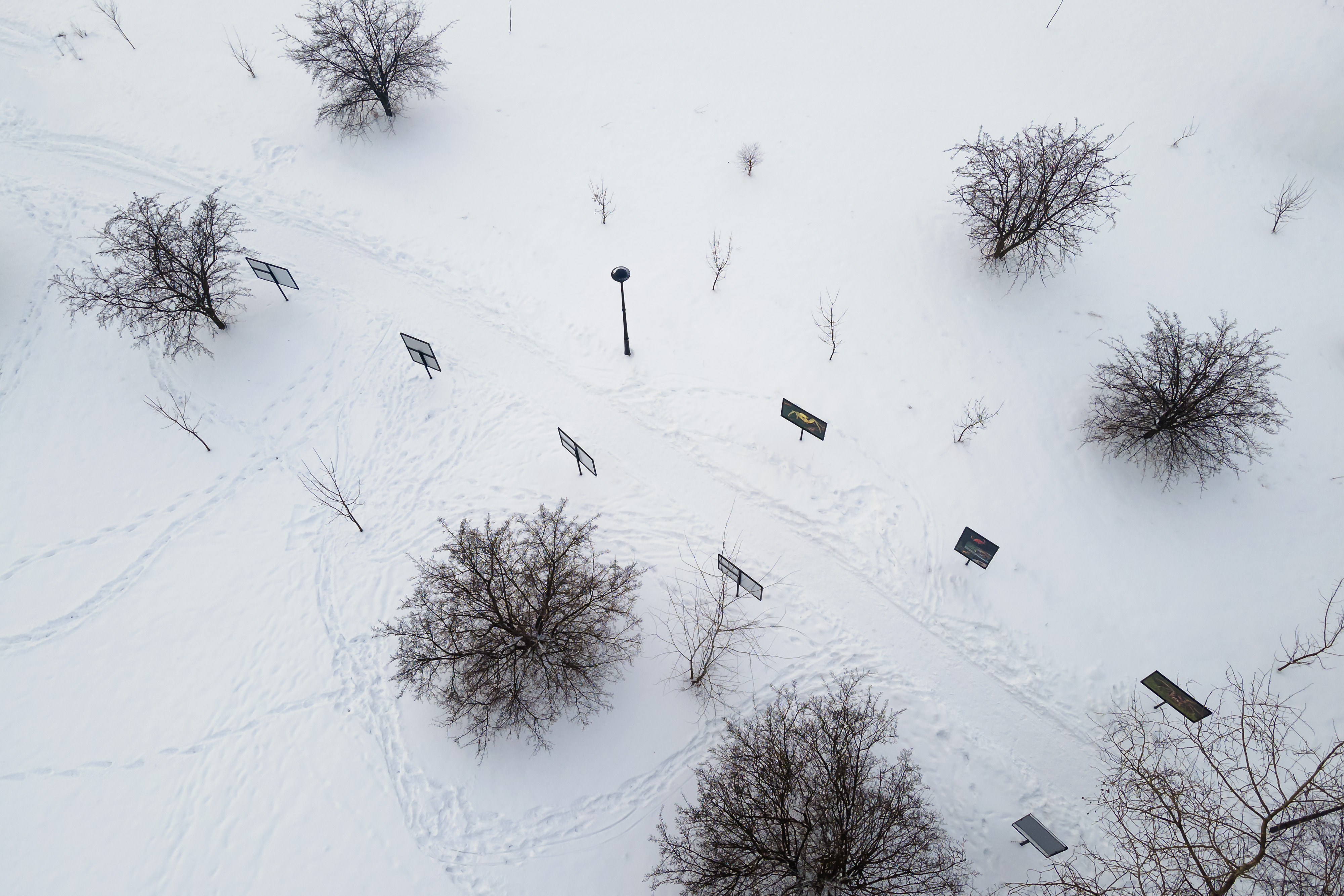
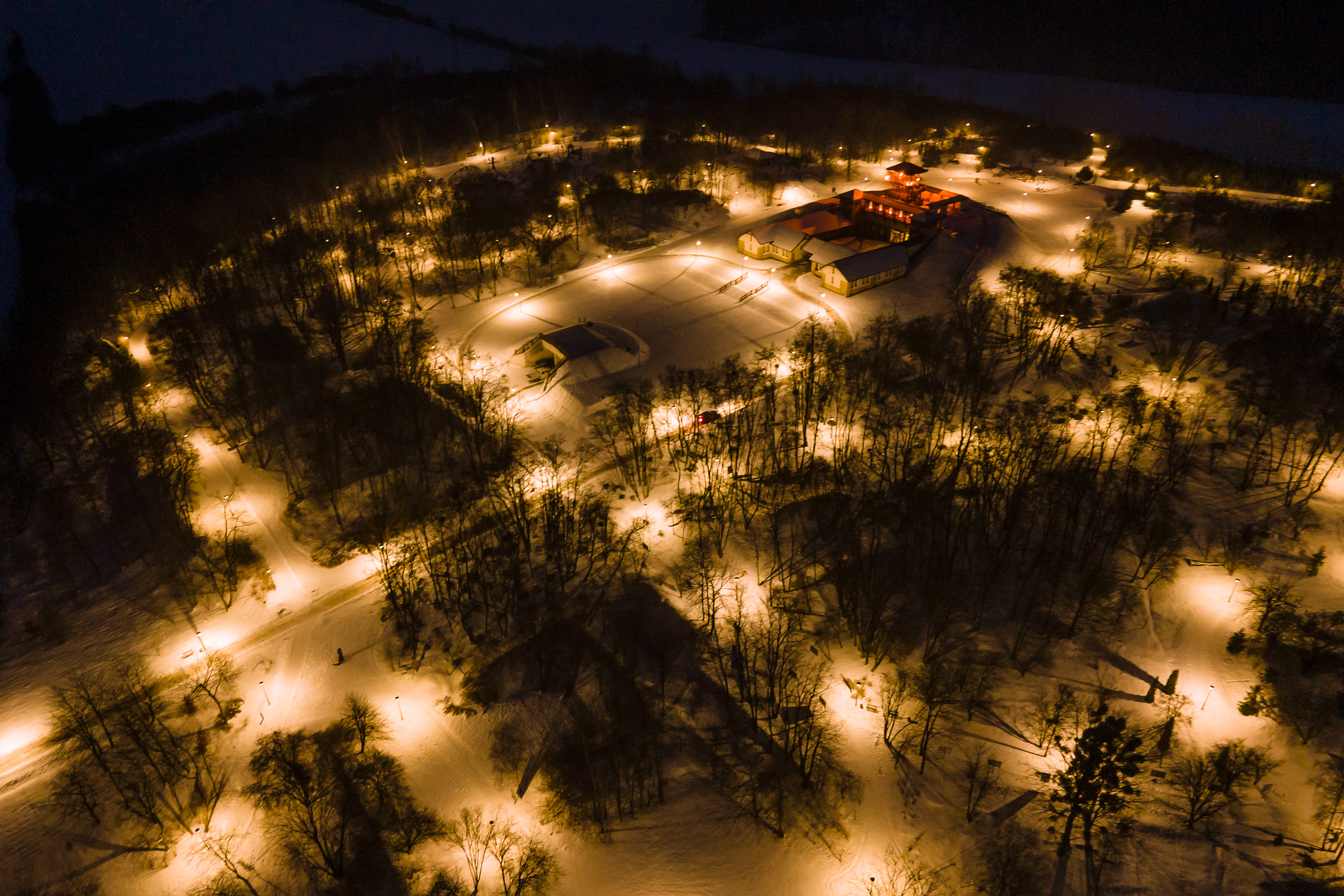
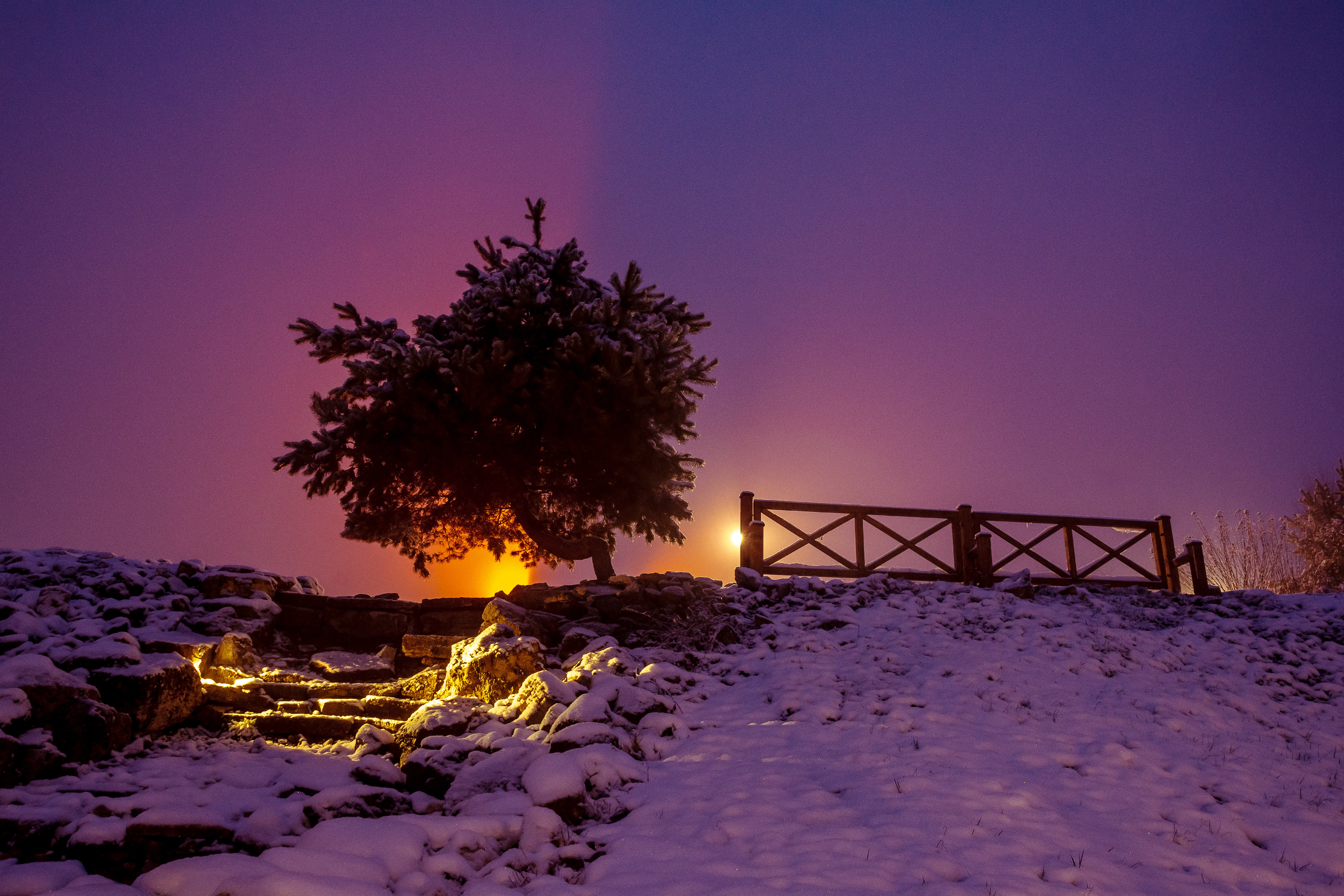

## Historia
Idea budowy ogrodu botanicznego na Śląsku żyła od bardzo dawna, czego przejawem były liczne próby wyznaczania lokalizacji potencjalnego ogrodu m.in. Park Śląski w Chorzowie (wtedy Wojewódzki Park Kultury i Wypoczynku), Las Pszczelnik w Siemianowicach Śląskich, Muchowiec w Katowicach, Dolina Pięciu Stawów w Katowicach, Park w Świerklańcu, Lasy Panewnickie. W 1996 r. biolodzy z Uniwersytetu Śląskiego przeprowadzili inwentaryzację przyrodniczą na terenie Mokrego, z której wynikło, że w sołectwie zachowało się wiele unikatowych elementów środowiska naturalnego. 
W roku 2003 (23 maja) powołano Związek Stowarzyszeń – Śląski Ogród Botaniczny, który był podmiotem prawnym budującym Ogród. W jego skład wchodziły wówczas: Województwo Śląskie, powiat mikołowski, miasto Mikołów, miasto Racibórz, Uniwersytet Śląski, Polska Akademia Nauk, Towarzystwo na rzecz Górnośląskiego Ogrodu Botanicznego, Okręg Górnośląski Polskiego Klubu Ekologicznego, Towarzystwo Miłośników Ziemi Raciborskiej, Stowarzyszenie Rolników Powiatu Leszczyńskiego. W 2006 roku decyzją Ministra Środowiska Śląski Ogród Botaniczny – Związek Stowarzyszeń uzyskał zgodę na utworzenie i prowadzenie ogrodu botanicznego w Mikołowie, natomiast w 2009 r. Gmina Radzionków i Śląski Ogród Botaniczny – Związek Stowarzyszeń zawarły porozumienie o utworzeniu drugiej jednostki organizacyjnej – ogrodu botanicznego na terenie Księżej Góry. 
W roku 2010 Śląski Ogród Botaniczny – Związek Stowarzyszeń uzyskał zgodę Generalnego Dyrektora Ochrony Środowiska na utworzenie i prowadzenie ogrodu botanicznego w Radzionkowie. Rozpoczęto jego tworzenie od utworzenia kolekcji napiaskowych muraw ciepłolubnych, następnie w 2013 powstała kolekcja łąk i wrzosowisk. Wtedy też rozpoczęto prace nad gromadzeniem kolekcji dendrologicznej, kolekcji sadowniczej oraz kolekcji roślin ozdobnych; rozpoczęto budowę Regionalnej Stacji Edukacji Ekologicznej i pozostałej infrastruktury Ogrodu. Prace te zostały zakończone w listopadzie 2014 roku. Oficjalnie swoją działalność Ogród w Radzionkowie rozpoczął w maju 2015. W powstaniu Śląskiego Ogrodu Botanicznego udział brali m.in. prof. Wiesław Włoch, prof. Jerzy Puchalski, Eugeniusz Wycisło, dr inż. Marek Balcer, Adam Putkowski, prof. Mieczysław Chorąży, prof. Tadeusz Chojnacki, dr Jan Olbrycht, Uniwersytet Śląski, Polska Akademia Nauk, Miasto Mikołów, Urząd Marszałkowski, Powiat Mikołowski, Towarzystwo Przyjaciół Śląskiego Ogrodu Botanicznego.

### Kalendarium
1997 – powstanie Towarzystwa na rzecz Górnośląskiego Ogrodu Botanicznego (obecnie Towarzystwa Przyjaciół Śląskiego Ogrodu Botanicznego), którego celem było utworzenie Ogrodu. Należeli do niego przedstawiciele świata nauki, władze samorządowe i mieszkańcy Mikołowa;
1998 (luty) – powołanie przez Polską Akademię Nauk Pracowni Zachowania Bioróżnorodności Śląska przy Ogrodzie Botanicznym – Centrum Zachowania Różnorodności Biologicznej PAN w Powsinie za sprawą ówczesnego dyrektora – prof. Jerzego Puchalskiego;
1998 (grudzień) – powołanie przez Uniwersytet Śląski Pracowni Górnośląskiego Ogrodu Botanicznego przy Wydziale Biologii i Ochrony Środowiska;
1999 – Rada Miasta Mikołowa podjęła uchwałę o utworzeniu z dniem 1 lutego zespołu przyrodniczo-krajobrazowego pod nazwą „Śląska Strefa Krajobrazowo-Rekreacyjna”;
2000 – zmiana miejscowego planu zagospodarowania przestrzennego terenów pod przyszły ogród botaniczny w sołectwie Mokre;
2003 (26 maja) – powołanie i rejestracja w Krajowym Rejestrze Sądowym Związku Stowarzyszeń – Śląski Ogród Botaniczny (ŚOB), który był również podmiotem prawnym budującym Ogród;
2006 (luty) – zgoda Ministra Środowiska na utworzenie i prowadzenie Śląskiego Ogrodu Botanicznego w Mikołowie przez Związek Stowarzyszeń;
2010 (październik) – zgoda Generalnego Dyrektora Ochrony Środowiska na utworzenie i prowadzenie Śląskiego Ogrodu Botanicznego w Radzionkowie przez Związek Stowarzyszeń;
2009–2011 – powstanie Centrum Edukacji Przyrodniczej i Ekologicznej Śląskiego Ogrodu Botanicznego w Mikołowie wraz z terenami rekreacyjnymi i kolekcjami roślin oraz infrastrukturą obsługującą odwiedzających;
2012 (maj) – oficjalne otwarcie Centrum Edukacji Przyrodniczej i Ekologicznej Śląskiego Ogrodu Botanicznego;
2013–2014 – powstanie Centrum Edukacji Ekologicznej Dzieci Śląskiego Ogrodu Botanicznego w Mikołowie wraz z nową częścią Śląskiego Ogrodu Botanicznego m.in. obejmujące powstanie ogrodów tarasowych, ogrodu renesansowego, ogrodów wodnych;
2015 – oficjalne otwarcie nowej części ogrodu (Ogród Czerwony) dla indywidualnych odwiedzających; 
2015 – oficjalne otwarcie Śląskiego Ogrodu Botanicznego w Radzionkowie;
2021 (czerwiec) – oficjalne otwarcie nowej części ogrodu wraz z polem golfowym (Ogród Zielony);
2023 – powstanie ścieżki pieszo-rowerowej w ramach realizacji projektu „Mikołów dla Klimatu", przylegającej do terenu Śląskiego Ogrodu Botanicznego w Mikołowie i łączącej sołectwa Mokre i Bujaków.